# Оператор системи розподілу

Спрощена схема електроенергетичної системи.
позначено генерацію,
— систему передачі,
— систему розподілу,
чорним — споживачів

Оператор системи розподілу (ОСР) — юридична особа, яка відповідає за безпечну, надійну та ефективну експлуатацію, технічне обслуговування та розвиток системи розподілу і забезпечення довгострокової спроможності системи розподілу щодо задоволення обґрунтованого попиту на розподіл електричної енергії з урахуванням вимог щодо охорони навколишнього природного середовища та забезпечення енергоефективності.
Усі обленерго набули статусу операторів системи розподілу при запровадженні нового ринку електроенергії з 01.01.2018 року. Кожна компанія (обленерго) була розділена на 2 окремі юридичні особи: постачальника електричної енергії та оператора системи розподілу.
За активної участі НКРЕКП було створено Пілотну версію переліку електропостачальників, які здійснюють діяльність на території операторів систем розподілу (ОСР). У переліку наведено які саме постачальники електричної енергії приєднані до договору електропостачальника про надання послуг з розподілу електричної енергії конкретного ОСР.

## Оператори систем розподілу України
В Україні станом на 1 січня 2022 року діють 32 оператори систем розподілу.